# Artoria albopedipalpis
Artoria albopedipalpis là một loài nhện trong họ Lycosidae.
Loài này thuộc chi Artoria. Artoria albopedipalpis được Volker W. Framenau miêu tả năm 2002.